# Mukanie
Mukanie (ukr. Мукані) – wieś na Ukrainie, w obwodzie lwowskim, w rejonie szeptyckim. Liczy 200 mieszkańców.
Za II Rzeczypospolitej do 1934 roku wieś stanowiła samodzielną gminę jednostkową w powiecie radziechowskim w woj. tarnopolskim. W związku z reformą scaleniową została 1 sierpnia 1934 roku włączona do nowo utworzonej wiejskiej gminy zbiorowej Radziechów w tymże powiecie i województwie. Po wojnie wieś weszła w struktury administracyjne Związku Radzieckiego.
Do 2020 w rejonie radziechowskim.

## Urodzeni w Mukaniach
- Jan Byra –  polski nauczyciel i inspektor szkolny, kapitan piechoty rezerwy Wojska Polskiego, ofiara zbrodni katyńskiej[2].